# Lime Cordiale
Lime Cordiale ist eine australische Rockband aus Sydney. Mit ihrem Album 14 Steps to a Better You erreichten sie 2020 Platz 1 der australischen Charts.

## Bandgeschichte
Die Leimbach-Brüder Oli und Louis gründeten Lime Cordiale 2009 in ihrer Heimatstadt Sydney. Mit Felix Bornholdt am Keyboard, James Jennings am Schlagzeug und Nick Polovineo als zweitem Gitarristen machen sie Rockmusik mit Einflüssen von 1970er-Jahre-Soul-Funk. Lange Zeit standen Touren und Auftritte im Vordergrund. 2012 brachten sie eine EP mit dem Titel Faceless Cat und im Jahr darauf die EP Falling up the Stairs heraus, ohne damit großen Eindruck zu hinterlassen. Sie machten sich aber mit der Zeit einen Namen und als sie 2017 ihre Debüt-LP Permanent Vacation veröffentlichten, schafften sie es immerhin in die erweiterten Charts auf Platz 79. Der Song Temper Temper wurde zu einem kleineren Dauerhit, der nach zwei Jahren mit einer Goldenen Schallplatte ausgezeichnet wurde.
Der Durchbruch kam 2019 mit dem Song Robbery. Ihre zweite Gold-Single wurde in den Triple J Hottest 100 des Jahres durch Hörervotum auf Platz 7 gewählt und kam danach ebenfalls in die erweiterten Charts. Mit den Radiohits Money und Inappropriate Behaviour gewannen sie weitere Popularität und als im Juli 2020 ihr zweites Album 14 Steps to a Better You erschien, stieg es sofort auf Platz 1 der australischen Charts ein. Auch im benachbarten Neuseeland konnte es sich platzieren.

## Mitglieder
- Oliver Leimbach, Sänger und Gitarrist
- Louis Leimbach, Sänger und Bassist
- Felix Bornholdt, Keyboarder
- James Jennings, Schlagzeuger
- Nick Polovineo, Gitarrist und Posaunist

## Diskografie
Alben
- Faceless Cat (EP, 2012)
- Falling up the Stairs (EP, 2013)
- Permanent Vacation (2017, NZ: Gold)
- 14 Steps to a Better You (2020)
- Cordi Elba (EP, 2022)
- Enough of the Sweet Talk (2024)

Lieder
- Temper Temper (2019, AU: Platin)
- Robbery (2020, AU: Gold)
- Inappropriate Behaviour (2020, AU: Gold)
- Money (2020, AU: Gold)
- Addicted to Sunshine (2020)
- On Our Own (2020)